# Leo Frank Schuster
Leo Frank Schuster (1852 - décembre 1927), surnommé par ses amis Frankie, est un mécène de l'art anglais. Sa maison située au 22 Old Queen Street, Londres, devient un lieu de rencontre pour les artistes, les écrivains et les musiciens dont Siegfried Sassoon, John Singer Sargent, Walter Sickert, Sir Edward Elgar et Sir Adrian Boult.

## Biographie
Schuster est d'origine allemande. Il fait ses études à l'Eton College et est homosexuel comme beaucoup de ses amis. Comme Sassoon, Schuster est juif. En 1924, sachant que Sasson déprimait, Schuster lui offre sa première voiture. Il autorise également Sassoon à utiliser sa maison de campagne à Bray-on-Thames mais les deux hommes ne furent jamais amants.
Schuster a également de nombreux amis hétérosexuels. Il est un ami proche et un compagnon de voyage d'Edward Elgar, et a contribué à favoriser la popularité d'Elgar dans les années précédant la Première Guerre mondiale. Elgar lui dédie son ouverture de concert « In the South (Alassio) » composée en 1904. Adrian Boult et Edward Elgar se sont rencontrés pour la première fois dans la maison de Schuster en 1905.